# Erdei szőrmoha
Az erdei szőrmoha (Polytrichastrum formosum, korábban Polytrichum formosum) a lombosmohák (Bryophyta) törzsébe és a Polytrichopsida osztályába tartozó faj.

## Megjelenése
Az erdei szőrmoha nagy termetű faj. Magassága elérheti a 15 centimétert, lazán gyepes növekedésű, alján gyökérszerű szőrképletektől (rhizoidok) mérsékelten nemezes; levélkéi nedves állapotban berzedten elállók, lándzsásak, csúcsuk árszerű, tüskébe végződik. Négy élű spóratokja 4-8 centiméter hosszú nyélen fejlődik. A süveg rozsdabarna, finom szálas, a tokot egészen eltakarja, éréskor lehullik.

## Változatai
- Polytrichastrum formosum var. densifolium (Wilson ex Mitt.) Z. Iwats. & Nog. - Kisebb, törékenyebb megjelenésű (3–6 cm). A levéllemez lamelláinak utolsó sejtjei elliptikusak.
- Polytrichastrum formosum var. intersedens (Cardot) Z. Iwats. & Nog. - Erőteljesebb megjelenésű (5–10 cm). A levelek lamelláinak utolsó sejtjei kerekdedek. var. formosum névvel is illetik ezt a változatot.[3]

## Összetéveszthető fajok
A Polytrichum longisetum hasonló megjelenésű, de süvege a tokot csak félig takarja, és levelei keskenyebbek. Gyakran átsiklik tekintetünk a szintén igen hasonló Polytrichum ohoiense (=Polytrichum decipiens) fölött. A spóratokját lezáró fedő azonban a tokkal megegyező hosszúságú csőrben végződik, míg az erdei szőrmoha fedője nem hosszabb a tok egyharmadánál. Mindkét fajt csak a levelek csúcsi sejtjeinek vizsgálata alapján határozhatjuk meg pontosan.

## Élőhelye, elterjedése
Az erdei szőrmoha a szubarktikus területektől a déli magashegységekig mindenütt megtalálható kozmopolita faj. A savanyú erdőtalajok a síkságoktól a fahatárig alkotják a megfelelő élőhelyet számára. Magyarországon is gyakori: humuszos, savanyú talajú erdőkben él, főleg a hegyvidékeken gyakori, de az Alföldön is előforduló faj. Hazai vörös listás besorolása: nem veszélyeztetett (LC).

## Képek

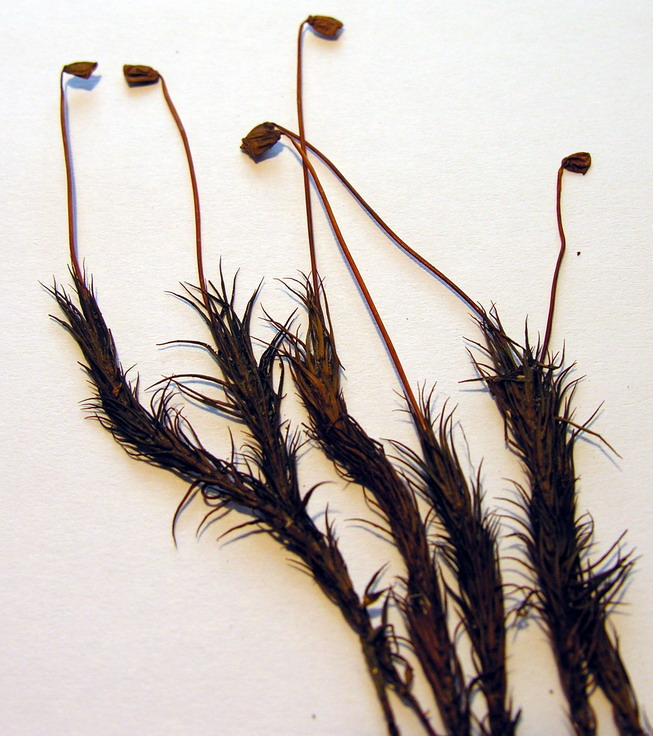
A növény
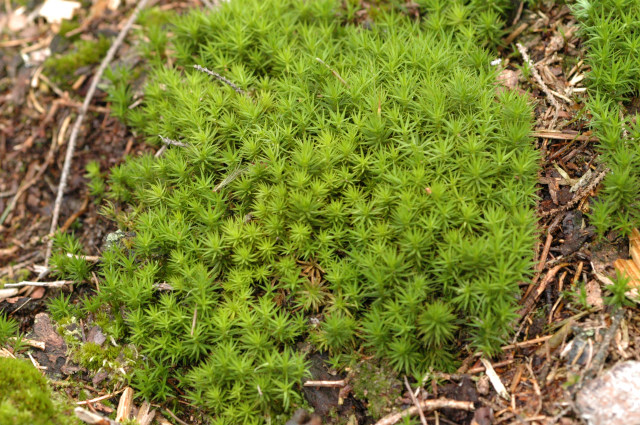
Habituskép természetes élőhelyén
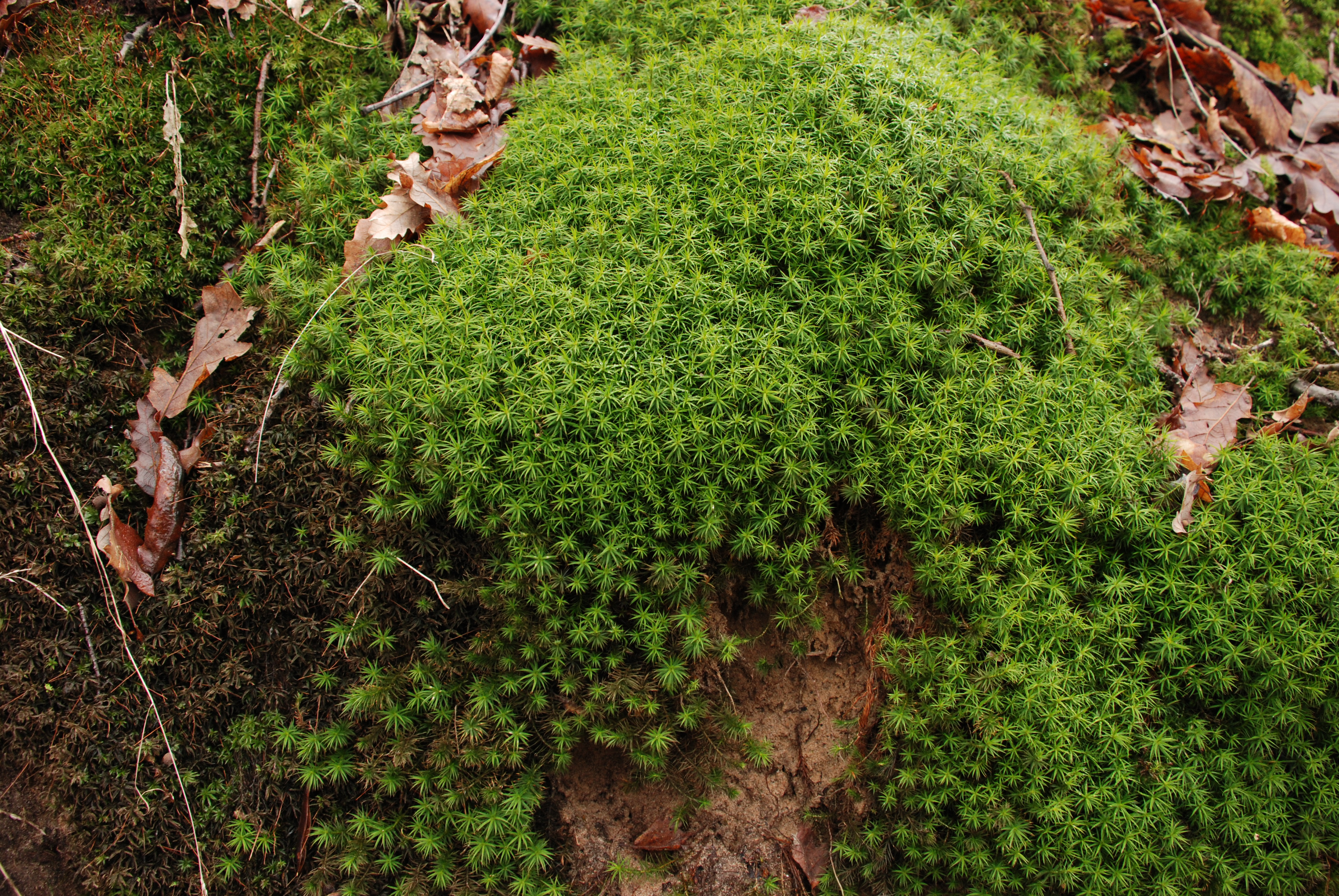
Habituskép természetes élőhelyén
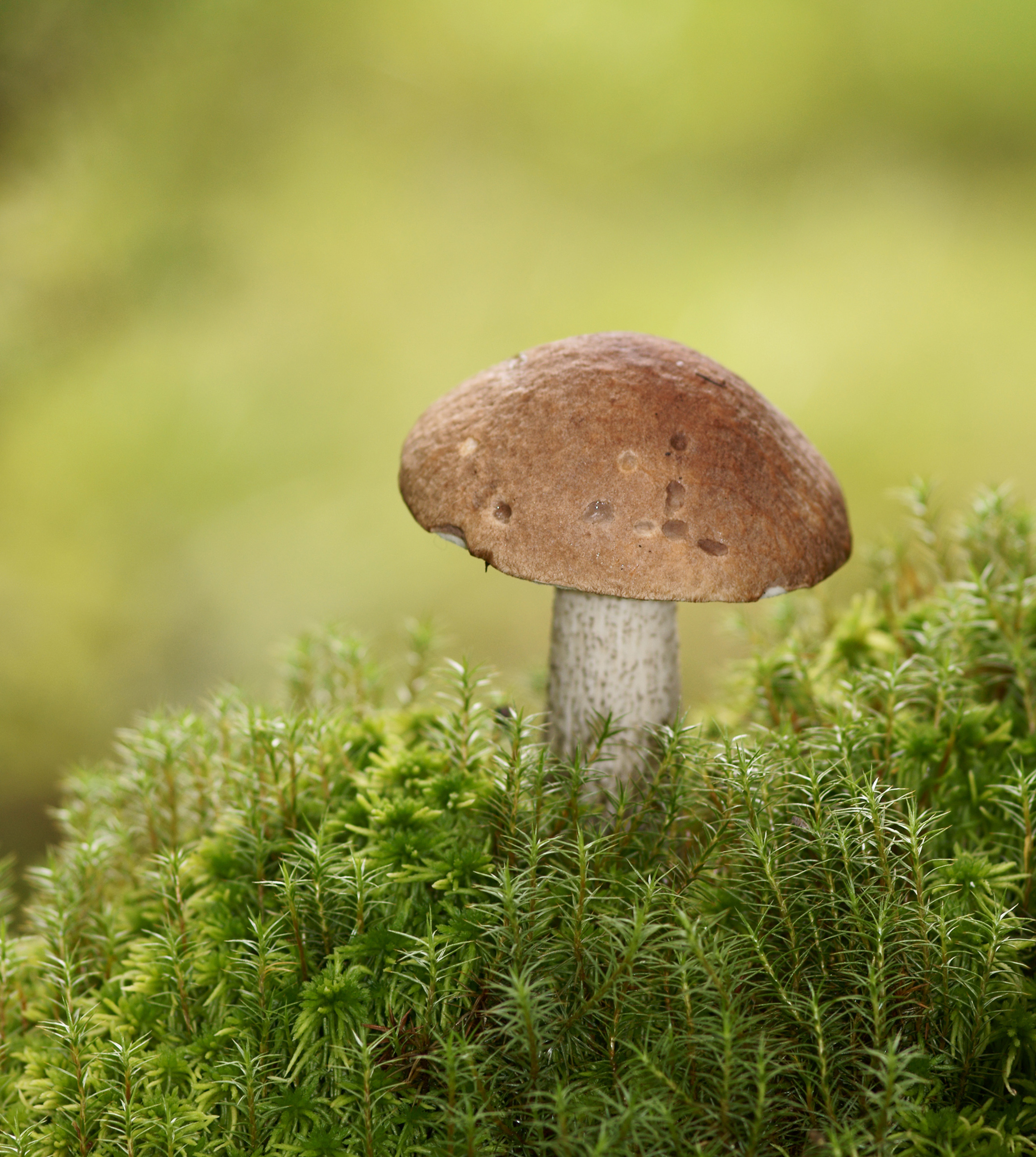
Egy gomba körül
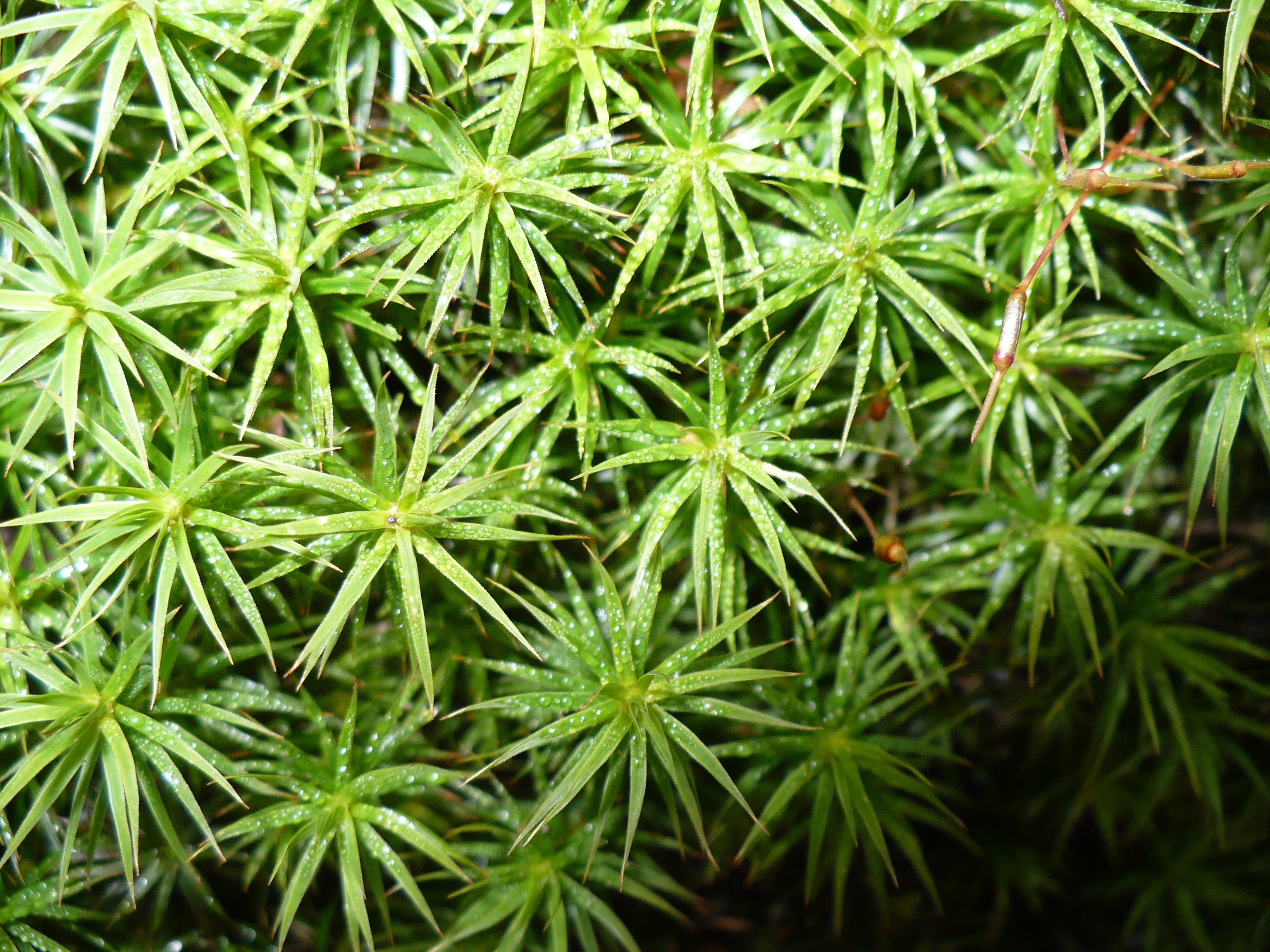
Levelei közelről
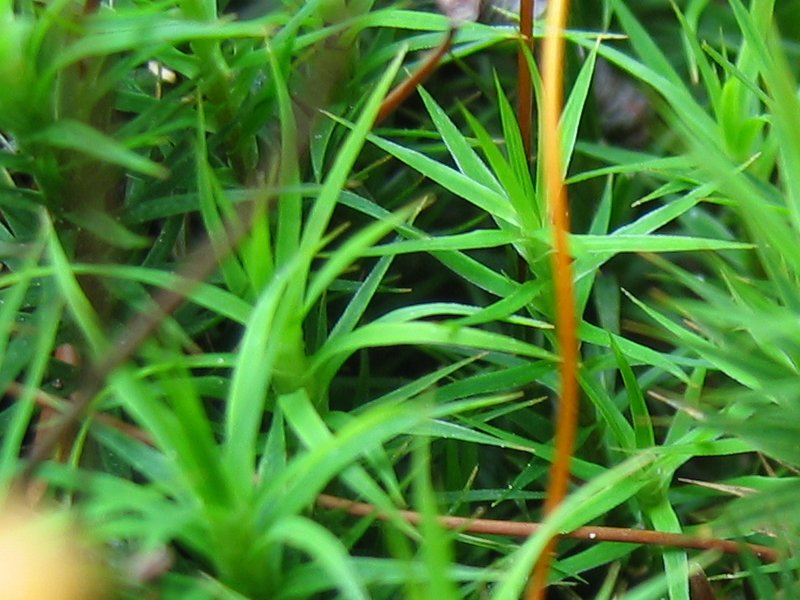
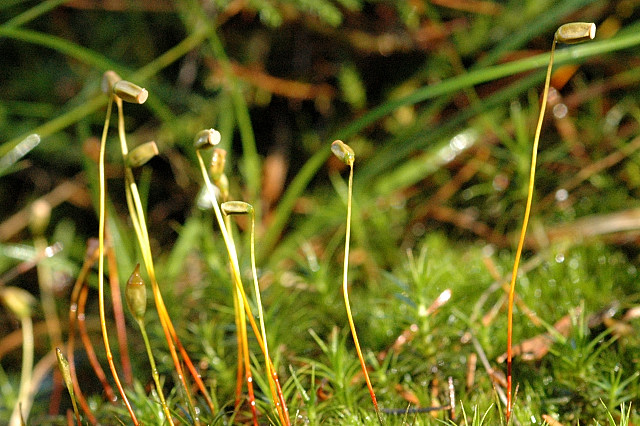
Spóratokok
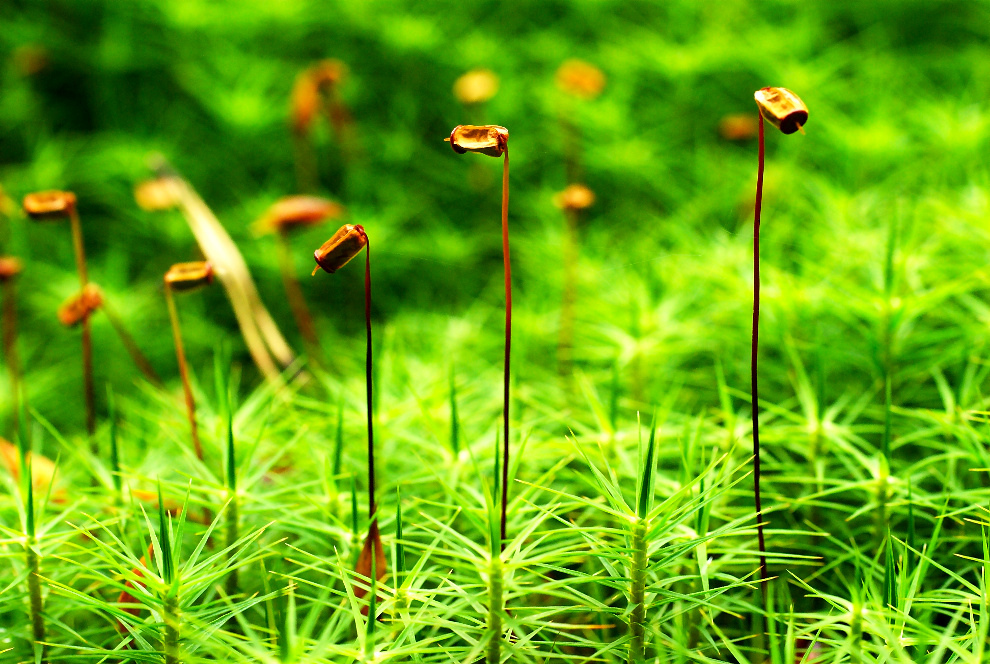
Spóratokok